# دنیس ویل پوها
دنیس ویل پوها (انگلیسی: Denis-Will Poha؛ زادهٔ ۲۸ مهٔ ۱۹۹۷) بازیکن فوتبال اهل فرانسه است.
از باشگاه‌هایی که در آن بازی کرده‌است می‌توان به باشگاه فوتبال گنگام، باشگاه فوتبال رن، باشگاه فوتبال ویتوریا گیماریش، و باشگاه فوتبال نانسی اشاره کرد.
وی همچنین در تیم‌های ملی فوتبال France national under-16 football team، زیر ۱۷ سال فرانسه، زیر ۱۸ سال فرانسه، زیر ۱۹ سال فرانسه، و زیر ۲۰ سال فرانسه بازی کرده‌است.